# Фарукнагар
Фарукнагар — місто в індійському штаті Хар'яна, округ Ґурґаон.